# Amalrico di Valenciennes
Amalrico (... – 973) è stato un nobile fiammingo fu Conte di Hainaut (ridotto alla contea di Valenciennes), dal 964 alla sua morte.

## Origine
Degli ascendenti di Amalrico non si hanno notizie; si conosce solo il fatto che aveva la fiducia sia dell'arcivescovo di Colonia, che era anche Duca di Lotaringia, Brunone, sia del fratello di Brunone, il re di Germania e imperatore, Ottone I di Sassonia

## Biografia
Le notizie su Amalrico sono veramente poche.
Dopo che il Conte di Hainaut, Reginardo III, nel corso del 957, si era ribellato, Brunone, grazie alla sua capacità di governo, riuscì a ristabilire la pace e secondo le Gesta Episcoporum Cameracensium Brunone esiliò Reginardo in Boemia, e la contea di Hainaut, nel 958, fu data a Goffredo.
Dopo la morte di Goffredo I, il titolo di Conte di Hainaut fu concesso da Brunone a Riccardo, come ci confermano le Gesta Episcoporum Cameracensium; Riccardo era anche conte di Mons, mentre l'Imperatore Ottone I di Sassonia aveva concesso la regione del Valenciennes ed il titolo di Conte di Hainaut ad Amalrico, conte di Valenciennes.
Qualche notizia su Amalrico ci viene fornita dalle Gesta Episcoporum Cameracensium, quando ricordano che il matrimonio di Amalrico con la figlia del conte di Cambrai, fu messo in discussione da Fulberto, vescovo di Cambrai, per consanguineità, descrivendolo come un conte originario dell'Haine (ex pago Heinou) di nobile stirpe (nobilissimus) e che aveva ottenuto il successo nella vita (iuxta secularis gloriae pompam fortunatissimus).
Amalrico viene citato assieme a Riccardo, ambedue citati col titolo di conte nel documento n° 426 datato 12 febbraio 973 degli Ottonis I diplomata (Richizonis atque Amelrici comitum).
Dato che questo documento del 973, è l'ultima volta che Amalrico viene citato, molto probabilmente in quell'anno morì, poiché a Riccardo (ed Amalrico), nel titolo di Conte di Hainaut, secondo le Gesta Episcoporum Cameracensium, succedettero i fratelli Guarnieri, a Valenciennes e Rinaldo, a Mons, che secondo la Sigeberti Chronica furono uccisi in quello stesso anno.

## Matrimonio e discendenza
Amalrico, secondo le Gesta Episcoporum Cameracensium, aveva sposato la figlia di Isacco, conte di Cambrai, dalla quale forse aveva dovuto separarsi, per una questione di consanguineità .
Comunque non si hanno notizie di eventuali discendenti.

### Letteratura storiografica
- Austin Lane Poole, Germania: Enrico I e Ottone il Grande, in «Storia del mondo medievale», vol. IV, 1999, pp. 84–111